# Reise, Reise
Reise, Reise é o quarto álbum de estúdio da banda alemã Rammstein, lançado no dia 27 de setembro de 2004.
Foi lançado nos Estados Unidos em 16 de novembro do mesmo ano. Esteve no Top 10 de vendas de vários países europeus e esteve no topo da tabela de vendas no seu país de origem.
O álbum foi colocado na posição de número #67 nos melhores álbuns de 2004 pelo Rate Your Music.
Em 2015 foi re-lançado em vinil, pela primeira vez lançado nesse formato, e incluído na coletânea "XXI", que comemora os 21 anos da banda. Em 8 de dezembro de 2017 foi lançado separadamente da coletânea.

## História
O álbum foi gravado na Espanha, no El Cortijo Studio, em Málaga. A banda gravou várias músicas durante as sessões de "Reise, Reise", que foram omitidas da lista final de faixas do álbum e mais tarde foram lançadas em seu próximo álbum, Rosenrot. Uma declaração da gerência da banda sobre o álbum seguinte:
Após o período de produção do álbum, houve muitas músicas que não encontraram um lugar em 'Reise, Reise' devido à razão dramatúrgica, mas agora estão concluídas. Isso não é incomum. Como "Ohne dich", originou-se da produção de "Mutter", muitas músicas foram feitas para serem completadas no próximo ano...
A gravadora afirmou: 
"Quando fomos apresentados às faixas de "Reise, Reise", muitas canções fascinantes estavam entre elas, que de repente estavam faltando no álbum. Entre outras, eu lembro de uma música em que todos nós acreditávamos para ser o primeiro single do álbum, a música era "Rosenrot", e quando nós tivemos que perceber que a banda mudou de idéia e não chegou ao álbum, ficamos sem palavras. Mas sua enorme autoconfiança nos surpreendeu."
As canções que não foram lançadas neste álbum, e que acabaram indo para o "Rosenrot" são: "Rosenrot", "Wo bist du", "Zerstören", "Hilf mir", "Feuer und Wasser" e "Ein Lied".

### Temática
O álbum é baseado no acidente do voo 123 da Japan Airlines na noite de 12 de agosto de 1985. Quando após doze minutos de voo, o Boeing 747 sofreu uma descompressão ocorrida por uma explosão no selo traseiro de pressurização, causada por um reparo defeituoso sete anos antes. A explosão arrancou a maior parte do estabilizador vertical da aeronave e rompeu todos os quatro sistemas hidráulicos, causando a perda de todas as superfícies de controle de voo e tornando a aeronave incontrolável. Os pilotos lutaram para manter a aeronave no ar por quase 32 minutos, mas acabaram ficando presos nas imensas cadeias de montanhas que cercam o Monte Fuji e caíram, matando 520 dos 524 passageiros e tripulantes a bordo. Continua sendo o mais mortal desastre de um único avião na história. Algumas versões do álbum contêm uma gravação dos últimos 30 segundos do voo como uma faixa oculta no Pregap.

### Músicas e letras
O álbum "revela o tipo de existencialismo paradoxal e multifacetado que vem em segundo plano para os alemães, mas é persistentemente intraduzível para os americanos" e começa com a faixa "Reise Reise" que significa "viagem, viagem" e "somos imediatamente notados de que esta jornada em particular será sombria e angustiante, levada pelo existencialismo alemão na grande tradição de Mann e Goethe." As referências a Goethe vêm em "Dalai Lama", uma versão moderna do poema de Goethe "Der Erlkönig", (situado em um avião, e não montado em um cavalo) a música é uma referência ao medo que o Dalai Lama tem de voar, enquanto em um ponto de vista mais sólido, é uma referência à servidão no Tibete.
"Amerika" trata do imperialismo político e cultural mundial dos Estados Unidos da América. Os dois versos da canção são cantados em alemão com um refrão em inglês: "We're all Living in Amerika, Amerika ist wunderbar..." A banda vê isso como um comentário satírico sobre a "Americanização", e menciona Coca-Cola, Mickey Mouse e Santa Claus.
A música "Mein Teil" é sobre Armin Meiwes, um homem que alcançou notoriedade internacional por matar e comer uma vítima voluntariamente que encontrou pela Internet. Depois que Meiwes e a vítima tentaram em conjunto comer o pênis decepado da vítima, Meiwes matou sua vítima e comeu uma grande quantidade de sua carne. Por causa de seus atos, Meiwes também é conhecido como O Canibal de Rotemburgo ou Der Metzgermeister (O Açougueiro Mestre). De acordo com Oliver Riedel, baixista do Rammstein, a música surgiu depois que "um de nossos membros trouxe um jornal para o ensaio e tinha uma história sobre o sujeito canibal. Ficamos fascinados, chocados e divertidos ao mesmo tempo". O vocalista Till Lindemann declarou: "É tão doente que se torna fascinante e só tem que haver uma música sobre isso". "Mein Teil" gerou polêmica na Alemanha;  a mídia apelidou a música de "Das Kannibalensong" (A canção do canibal).
"Los" é uma palavra em alemão que significa "sem" (como em "sem sentido"). A faixa em si é uma reminiscência do trabalho inicial do Depeche Mode, com violão repetitivo e uma batida despojada e insistente.
O álbum termina com a faixa "Amour", uma canção de início suave e fim mais agressivo que a banda trata como "o lado sombrio do amor". Há também um solo de guitarra no final, outro gesto incomum no álbum (e da banda).

### Versões e capa do álbum
Na versão americana, a gravação do voo é colocada no início de "Reise, Reise" na reprodução normal. A edição de 2005 não contém o "easter egg". Na versão européia, a gravação aparece como faixa oculta, para acessá-la, é preciso rebobinar o CD após o início de "Reise, Reise". A versão americana do iTunes também contém o easter egg. Em 21 de abril de 2005, a banda lançou uma versão japonesa especial de Reise, Reise, com capa diferente, que mais tarde foi usada como capa do Rosenrot, embora o logo do Rammstein no navio tenha sido alterado para o texto "Rosenrot". O encarte também apresenta a mesma arte de Rosenrot, mas com as letras de Reise, Reise. O easter egg não está presente no pregap como está na versão européia. Possui duas faixas bônus: "Mein Teil (You Are What You Eat Edit)", Remix por Pet Shop Boys e "Amerika (Digital Hardcore Mix)", por Alec Empire. A edição limitada japonesa tem um DVD bônus com conteúdo exclusivo do "Lichtspielhaus".  A edição limitada japonesa foi reeditada em 2009 como SHM-CD e DVD, apresentando a arte original da capa laranja.
A capa do álbum mostra uma danificada caixa preta de um avião, retratado nas capas dianteira e traseira. Onde está escrito "Flugrekorder, nicht öffnen" ("Gravação de voo, não abra"). A parte interna da capa da edição Digipak mostra uma foto dos seis membros da banda vestidos com roupas sociais e gravatas, empunhando malas e armas (fazendo uma referência à Michael Douglas em Um dia de fúria). A capa é uma alusão à música "Dalai Lama", que trata de um acidente de avião. Enquanto os álbuns anteriores incluíram os seis membros da banda em vários cenários fotográficos, em "Reise Reise" não há fotos com os membros da banda (exceto pela edição em Digipak).

## Faixas

### Edição padrão
| N.º            | Título                                                             | Duração |  |
| 0.             | "Gravação da caixa preta do Voo Japan Airlines 123" (Faixa oculta) | 0:36    |  |
| 1.             | "Reise, Reise (Erga-se, Erga-se)"                                  | 4:11    |  |
| 2.             | "Mein Teil (Minha Parte)"                                          | 4:32    |  |
| 3.             | "Dalai Lama"                                                       | 5:38    |  |
| 4.             | "Keine Lust (Sem Desejo)"                                          | 3:42    |  |
| 5.             | "Los (Menos)"                                                      | 4:25    |  |
| 6.             | "Amerika (América)"                                                | 3:46    |  |
| 7.             | "Moskau (Moscou)"                                                  | 4:16    |  |
| 8.             | "Morgenstern (Estrela da Manhã)"                                   | 3:59    |  |
| 9.             | "Stein um Stein (Pedra Sobre Pedra)"                               | 3:56    |  |
| 10.            | "Ohne dich (Sem Você)"                                             | 4:32    |  |
| 11.            | "Amour (Amor)"                                                     | 4:50    |  |
| Duração total: | Duração total:                                                     | 48:23   |  |

### Edição japonesa

#### CD
| N.º            | Título                                                    | Duração |  |
| 1.             | "Reise, Reise"                                            | 4:11    |  |
| 2.             | "Mein Teil"                                               | 4:32    |  |
| 3.             | "Dalai Lama"                                              | 5:38    |  |
| 4.             | "Keine Lust"                                              | 3:42    |  |
| 5.             | "Los"                                                     | 4:25    |  |
| 6.             | "Amerika"                                                 | 3:46    |  |
| 7.             | "Moskau"                                                  | 4:16    |  |
| 8.             | "Morgenstern"                                             | 3:59    |  |
| 9.             | "Stein um Stein"                                          | 3:56    |  |
| 10.            | "Ohne dich"                                               | 4:32    |  |
| 11.            | "Amour"                                                   | 4:50    |  |
| 12.            | "Mein Teil" (You Are What You Eat Edit por Pet Shop Boys) | 4:07    |  |
| 13.            | "Amerika" (Digital Hardcore Mix por Alec Empire)          | 3:52    |  |
| Duração total: | Duração total:                                            | 55:46   |  |

#### DVD
| N.º | Título | Duração |  |
| 1.  | "20 min. Exclusive Footage Taken From the Rammstein DVD "Lichtspielhaus"" (Conteúdo exclusivo do DVD "Lichtspielhaus") | 20:00   |  |

## Recepção pela crítica
| Críticas profissionais                                                      | Críticas profissionais |
| Avaliações da crítica                                                       | Avaliações da crítica  |
| Fonte                                                                       | Avaliação              |
| --------------------------------------------------------------------------- | ---------------------- |
| allmusic                                                                    | [ 3 ]                  |
| RYM                                                                         | [ 4 ]                  |
| RockReview                                                                  | [ 5 ]                  |
| Esta tabela precisa de ser acompanhada por texto em prosa. Consulte o guia. |                        |

## Desempenho nas paradas
| Paradas                               | Posição |
| ------------------------------------- | ------- |
| Austrália (ARIA)                      | 19      |
| Áustria (Ö3 Austria Top 40)           | 1       |
| República Tcheca (ČNS IFPI)           | 3       |
| Bélgica (Ultratop Flandres)           | 5       |
| Bélgica (Ultratop Valônia)            | 4       |
| Dinamarca (Hitlisten)                 | 3       |
| Países Baixos (Dutch Charts)          | 2       |
| Finlândia (Suomen virallinen lista)   | 1       |
| França (SNEP)                         | 3       |
| Alemanha (Offizielle Deutsche Charts) | 1       |
| Hungria (MAHASZ)                      | 21      |
| Irlanda (IRMA)                        | 54      |
| Nova Zelândia (RMNZ)                  | 17      |
| Noruega (VG-lista)                    | 4       |
| Polónia (ZPAV)                        | 4       |
| Portugal (AFP)                        | 6       |
| Suécia (Sverigetopplistan)            | 2       |
| Suíça (Schweizer Hitparade)           | 1       |
| Reino Unido (UK Albums Chart)         | 37      |
| Estados Unidos (Billboard 200)        | 61      |

## Histórico de lançamento
| País           | Data                   | Gravadora       | Formato      | Catálogo                 |
| -------------- | ---------------------- | --------------- | ------------ | ------------------------ |
| União Europeia | 27 de setembro de 2004 | Universal Music | CD, Cassete  | 9868150, 0 602498 685242 |
| Estados Unidos | 16 de novembro de 2004 | Universal Music | CD           | 80003693-02              |
| Japão          | 21 de abril de 2005    | Universal Music | CD, CD + DVD | UICO-1080, UICO-9006     |
| Japão          | 16 de dezembro de 2009 | Universal Music | SHM-CD       | UICY-91513               |
| União Europeia | 8 de dezembro de 2017  | Universal Music | LP           | 2729672                  |